# Dictionary of Irish Biography
Dictionary of Irish Biography är ett biografiskt uppslagsverk med levnadsteckningar över irländare. Hela uppslagsverket finns fritt tillgängligt på internet i webbplatsformat. Nätutgåvan utges av Royal Irish Academy. Uppslagsverket utkom ursprungligen i tryckt form på Cambridge University Press i nio volymer 2009 och därefter två tilläggsvolymer 2018.